# Gräf & Stift G
Der Gräf & Stift G 35 ist ein Pkw der Oberklasse, den die Automobilfirma Gräf & Stift 1935 herausbrachte. Der 4,6-Liter-Wagen sollte als etwas kleineres Modell den großen SP 8 ergänzen.
Der Wagen hatte einen seitengesteuerten 8-Zylinder-Reihenmotor vorne eingebaut, der über ein 4-Gang-Getriebe die Hinterräder antrieb. Er entwickelte 110 PS (81 kW) bei 3500 min−1. Die Höchstgeschwindigkeit des 2400 kg schweren Fahrzeuges betrug 130 km/h.
1936 wurde der G 35 durch den baugleichen G 36 ersetzt; im letzten Baujahr 1938 gab es den ebenfalls baugleichen G 8. Insgesamt wurden ca. 150 Stück dieses Modells hergestellt.

## Technische Daten
| Typ                   | G 35 / G 36 / G 8   |
| Bauzeitraum           | 1935–1938           |
| Motor                 | 8 Zyl. Reihe 4 Takt |
| Ventile               | stehend (sv)        |
| Bohrung × Hub         | 78 mm × 120 mm      |
| Hubraum               | 4587 cm³            |
| Leistung (PS)         | 110                 |
| Leistung (kW)         | 81                  |
| Verbrauch             | 22 l / 100 km       |
| Höchstgeschwindigkeit | 130 km/h            |
| Leergewicht           | 2400 kg             |
| Radstand              | 3500 mm             |

## Quelle
- Werner Oswald: Deutsche Autos 1920–1945. 10. Auflage. Motorbuch Verlag, Stuttgart 1996, ISBN 3-87943-519-7.